# Pseudicius oblongus
Pseudicius oblongus är en spindelart som beskrevs av George William Peckham och Elizabeth Maria Gifford Peckham 1894. Pseudicius oblongus ingår i släktet Pseudicius och familjen hoppspindlar. Inga underarter finns listade i Catalogue of Life.